# Ida Schaumburg-Lippe
Ida Mathilde Adelheid (ur. 28 lipca 1852 w Bückeburgu, zm. 28 września 1891 w Schleiz) – księżniczka Schaumburg-Lippe oraz poprzez małżeństwo księżna Reuss–Greiz (linii starszej).
Urodziła się jako trzecia córka (piąte spośród ośmiorga dzieci) przyszłego księcia Schaumburg-Lippe – Adolfa I i jego żony księżnej Herminy Waldeck-Pyrmont. W państwie tym panował wówczas jej dziadek – książę Jerzy I Wilhelm.
8 października 1872 w Bückeburgu poślubiła księcia Reuss–Greiz – Henryka XXII. Para miała sześcioro dzieci:
- Henryka XXIV (1878–1927), ostatniego monarchę panującego w Reuss–Greiz
- księżniczkę Emmę (1881–1961)
- księżniczkę Marię (1882–1942)
- księżniczkę Karolinę (1884–1905), późniejszą wielką księżną Saksonii-Weimar-Eisenach
- księżniczkę Herminę (1887–1947)
- księżniczkę Idę (1891–1947)